# Leucoloma ochrobasilare
Leucoloma ochrobasilare är en bladmossart som beskrevs av Ferdinand François Gabriel Renauld 1901. Leucoloma ochrobasilare ingår i släktet Leucoloma och familjen Dicranaceae. Inga underarter finns listade i Catalogue of Life.